# Carson Ebanks
Carson Ebanks (* 25. Februar 1956 in George Town) ist ein ehemaliger Segler von den Cayman Islands.

## Karriere
Ebanks nahm an den Olympischen Sommerspielen 1984 in Los Angeles zusammen mit John Bodden in der 470er Jolle und 1996 in Atlanta mit Donald McLean im Starboot teil. Mit Bodden belegte Ebanks den 28. Platz, während er sich mit McLean auf Rang 25 platzierte. Zudem war er bei beiden Veranstaltungen Fahnenträger für die Cayman Islands.